# Virginia (U-Boot)
Die Virginia, auch USS Virginia (Kennung: SSN-774), ist ein atomgetriebenes Jagd-U-Boot und Typschiff der gleichnamigen Klasse der United States Navy. Das U-Boot ist nach dem US-amerikanischen Bundesstaat Virginia benannt.

## Geschichte

### Bau
Die Virginia wurde 1999 bei Electric Boat in Groton, Connecticut auf Kiel gelegt, der Stapellauf erfolgte im August 2003. Das Boot wurde von Lynda Johnson Robb, Frau eines ehemaligen Gouverneurs von Virginia und Tochter von Lyndon B. Johnson, getauft. Am 23. Oktober 2004 wurde die Virginia in Dienst gestellt, ihr erster Kommandant war David J. Kern. Das Boot ist das erste ohne herkömmliches Periskop. Als Ersatz wird ein Kamera-System mit Rundumsicht verwendet.

### Einsätze
Am 23. November 2005 beendete die Virginia ihren ersten Einsatz. Am 12. Januar 2006 wurde sie in die Schiffswerft von Electric Boat gebracht, wo sie den Großteil des Jahres 2006 eine post-shakedown-availability-Phase durchlief. Dabei wird allgemein die erste Einsatzfahrt ausgewertet und wenn nötig auch kleinere Reparaturen vorgenommen. Bis 2009 folgten mehrere weitere kleinere Verlegungen. Erst im Oktober 2009 begann die Virginia die erste reguläre, sechs Monate lange Einsatzfahrt ins Mittelmeer. Am 1. September 2010 dockte das U-Boot in der Portsmouth Naval Shipyard ein, um die erste Überholung durchführen zu lassen.